# Wespen (Börde)
Wespen is een plaats en voormalige gemeente in de Duitse deelstaat Saksen-Anhalt, en maakt deel uit van de Landkreis Salzlandkreis.
Wespen telt 1.244 inwoners.

## Kerk

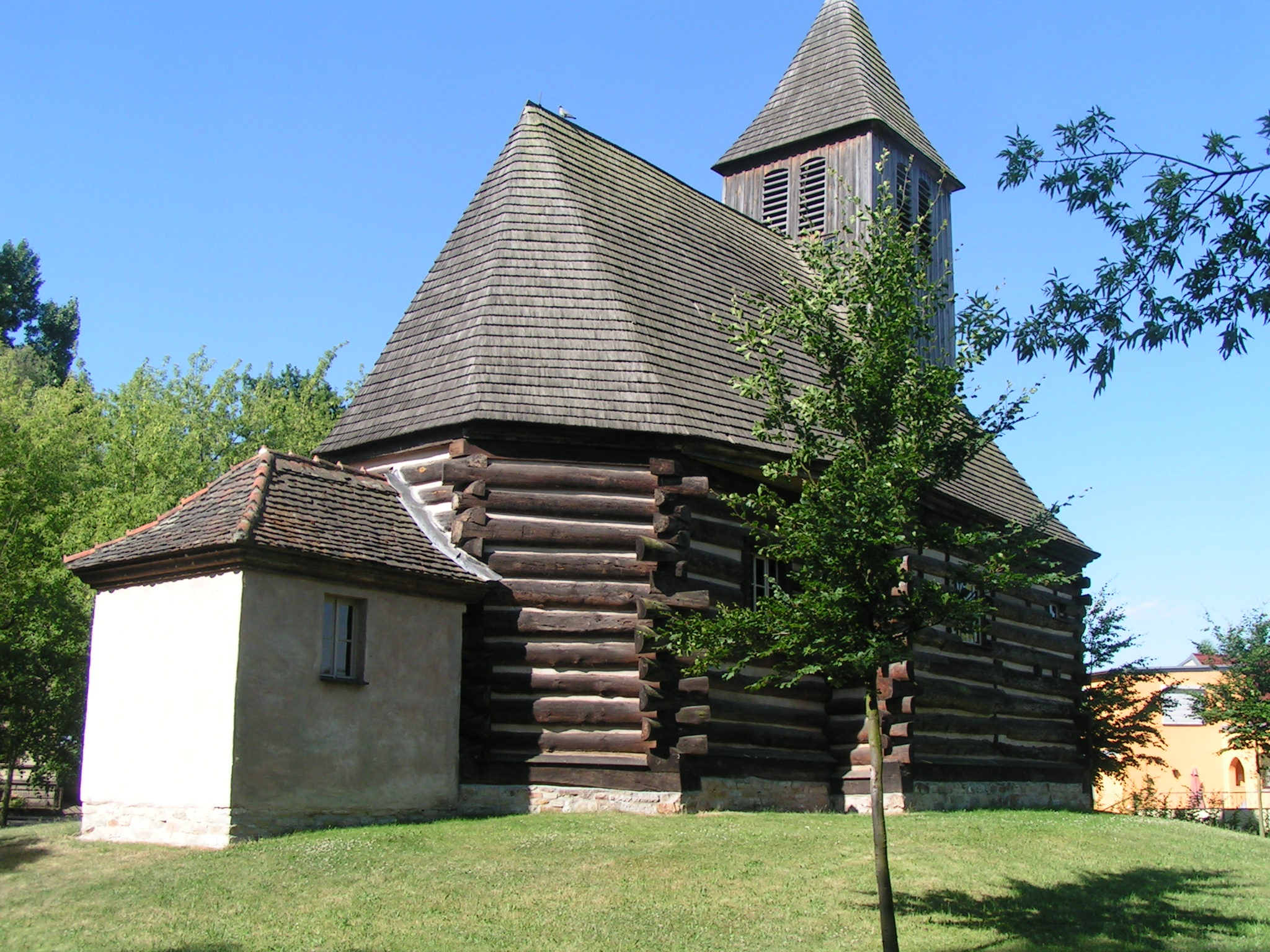
Houten kerk van Wespen

Wespen heeft een zogenaamde schrottholzkirche, een houten kerk van grof hout. De kerk dateert uit 1687. In 1994 werd het exterieur gerestaureerd.